# FreeCAD
FreeCAD è un software CAD di disegno e progettazione tridimensionale parametrica ad uso generale e un'applicazione software per la Modellizzazione delle Informazioni di Costruzione (BIM) con supporto al metodo degli elementi finiti (FEM). È concepito per la progettazione di prodotti di ingegneria meccanica, ma si estende anche a una gamma più ampia di utilizzi nell'ambito dell'ingegneria, come l'architettura o l'ingegneria elettrica.
FreeCAD è gratuito e open source, sotto la licenza LGPL-2.0 o successiva, ed è disponibile per i sistemi operativi Linux, macOS e Windows. Gli utenti possono estendere la funzionalità del software utilizzando il linguaggio di programmazione Python.

## Caratteristiche
Una delle principali attenzioni di FreeCAD è di fare pesante uso di altre librerie open-source: è infatti basato su Open CASCADE, una piattaforma di sviluppo software composta da librerie, componenti e servizi utilizzata per lo sviluppo della maggior parte dei programmi di CAD/CAE liberi, Coin3D (una creazione di Open Inventor), le librerie grafiche (GUI) Qt Framework, e Python, un popolare linguaggio di scripting/programmazione. Lo stesso FreeCAD a sua volta può inoltre essere usato come libreria software da altri programmi CAD/CAE.
FreeCAD è volto principalmente all'ingegneria meccanica, ma ha preso piede in una varietà di utilizzazioni ingegneristiche, come l'architettura.
L'interfaccia utente è ancora nella sua fase iniziale: molte funzioni accessibili tramite il codice Python non sono state implementate attraverso l'HMI grafica. Questo rende il programma di difficile accesso ai suoi utenti potenziali (progettazione meccanica) che non hanno una formazione di programmazione.

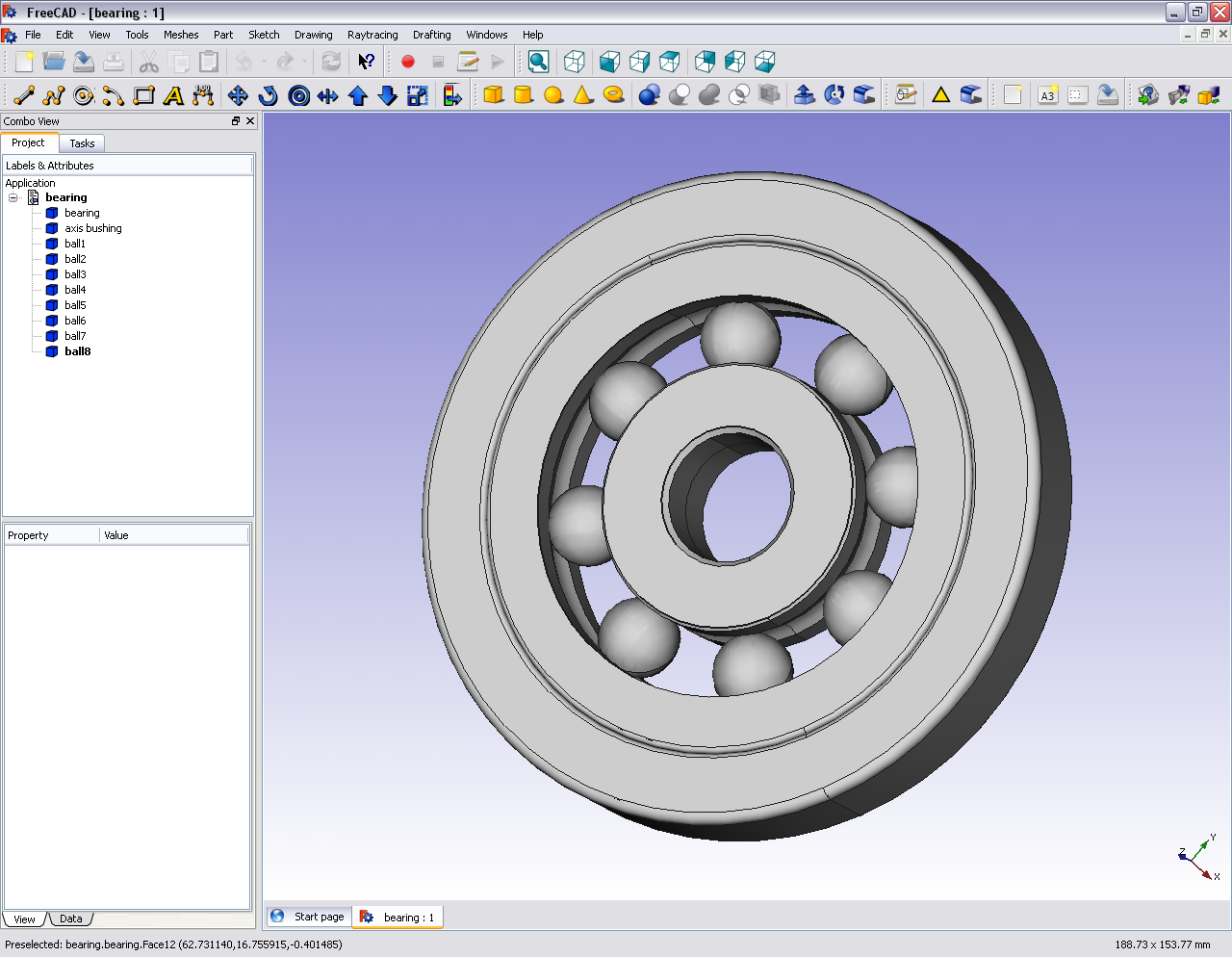
Modello 3D di un cuscinetto a sfere eseguito su FreeCAD 0.10 (versione Windows).

L'installer di FreeCAD occupa circa 220 MB nella versione per Windows 64 bit.

## Funzionalità
FreeCAD dispone di funzioni simili a software commerciali come CATIA, SolidWorks o Solid Edge e per questo quindi ricade anche nella categoria MCAD, PLM, CAx and CAE. Ambisce ad una funzionalità basata su modelli parametrici e software modulare che facilmente implementa funzioni addizionali senza modificare il core system (il motore software).

## Formato file
Il principale formato utilizzato si chiama FCStd, tuttavia il programma supporta sia in importazione che esportazione anche i tipi di file B-Rep DXF, SVG, STEP, IGES, IFC, STL, OBJ, DAE, SCAD, IV.